# Glassboy
Glassboy è un film del 2020 diretto da Samuele Rossi, basato sul libro Il bambino di vetro di Fabrizio Silei.
Il film è ambientato in un luogo indefinito presumibilmente negli anni '10 del 2000 (anche se secondo il produttore Emanuele Nespeca il film è da considerare "sospeso e fuori dal tempo") e segue le vicende del bambino Pino, affetto da emofilia e da sempre costretto a vivere nella villa di famiglia; un giorno trova il coraggio di sfidare il mondo esterno e si unisce alla banda degli Snerd.

## Trama
Pino è un ragazzino di Astralaguna che non esce mai di casa e passa ogni giorno alla finestra ad osservare cosa succede nella piazza principale, dove sono soliti fare gara a bicicletta gli Snerd, gruppo di amici molto unito, formato da: Mavi, Mei Ming, Domenico e Ciccio. Gli Snerd sono spesso presi in giro e bullizzati da Gianni e dai suoi compari. Dopo essere stato notato dal capo della banda Mavi, la ragazza entra di nascosto nella villa e gli propone di unirsi alla compagnia, ma per il protagonista non è semplice: la nonna teme per lui e ha pure fatto assumere un professore privato affinché il nipote non abbia alcun contatto con il mondo esterno. Finalmente Pino trova il coraggio di uscire e fa vincere Mavi una gara tra lei e Gianni.
Dopo l'avvenimento la madre di Pino chiede agli Snerd se faccia loro piacere andare a casa di Pino per fare merenda. Il gruppo accetta, ma dopo aver mangiato al ragazzo di vetro comincia a sanguinare il naso: Pino si sente nuovamente solo ed abbandonato, pensando che forse la nonna potrebbe aver ragione. Nonostante l'incidente, gli amici l'indomani tornano a casa di Pino e questi comincia a farsi conoscere e a conoscere di più gli altri, in particolare Mavi. La ragazza rimane fino a notte fonda col protagonista e il padre della giovane si adira con la figlia perché non avrebbe dovuto uscire di casa. Mavi viene messa in punizione dal padre per l'accaduto e non riesce a comunicare con Pino il quale, nel frattempo, scopre che nonna Helena lo vuole portare a Stoccolma per curarlo dalla sua forma di emofilia. Il bambino di vetro, in un moto di ribellione, scappa di casa e corre al mare dove però incappa nei bulli la cui intenzione è di dargli una lezione, ma, prima che il leader dei bulli lo sfiori, Pino sviene. Mentre i bulli propongono una tregua momentanea agli scontri, il giovane protagonista è obbligato a rimanere nuovamente recluso in casa. Elisa, comprendendo come si senta il figlio, decide col padre di fare una prova mandandolo a scuola; qui finalmente diventa felice e gli viene regalato il braccialetto degli Snerd, entrando ufficialmente nel gruppo.
Dal telegiornale si apprende che Pino è scomparso nel nulla, la madre è in pensiero per lui e la nonna propone una ricompensa per chi riuscisse a trovarlo. In realtà ad aver nascosto Pino è la stessa Helena che ha già prenotato un aereo privato per Stoccolma e ha chiesto aiuto a Fidenzio perché il figlio non rimanga indietro con gli studi. Mavi e il resto della banda sono sconvolti e determinati a trovarlo, finché non vengono raggiunti da Gianni e i suoi due compagni, uno dei quali rivela il segreto: la nonna di Pino ha noleggiato un charter privato per sé, il nipote e Fidenzio con partenza da Vienna. Mei di conseguenza convince il resto del gruppo ad intraprendere un lungo viaggio in treno dall'Italia all'Austria. Pino intanto scopre il motivo per cui la nonna ha avuto sempre paura per lui: il padre di Elisa, anche lui malato, non si era voluto curare perché preferiva godersi la vita, ed era poi morto, gettando in Helena un senso di colpa che l'ha portata ad essere fin troppo premurosa per il nipote. Gli Snerd, trovato il castello della famiglia di Elisa a Vienna, si intrufolano in casa e, dopo esser riusciti ad eludere il controllo di Fidenzio, in una scena durante la quale Mei bacia Ciccio, raggiungono l'amico e evadono dal castello. Fidenzio si mette all'inseguimento in macchina, ma i bambini con una grande mossa giocano il professore e la sua automobile viene inondata di paglia. La compagnia si trova in stazione ad aspettare il treno quando giunge Fidenzio che prende Mei in ostaggio dicendo a Pino di tornare in macchina con lui, ma all'improvviso tutti sono raggiunti dalla nonna che invita Fidenzio a lasciare andare la bambina perché ha ormai capito che deve lasciar vivere al nipote la vita che vuole lui. La nonna all'improvviso sviene e Domenico chiama l'ambulanza mentre Mei cerca di aiutare la nonna. Insieme all'ambulanza, però, arrivano anche i genitori dei bambini, Elisa si riconcilia con la madre e a Fidenzio viene requisita la macchina.
Tempo dopo, Mei legge agli Snerd il fumetto scritto da Pino sulle avventure vissute dalla banda e gli fa i complimenti ritenendo la storia commuovente, Ciccio chiede dove sia finito Fidenzio e Pino gli dice che se l'è cavata, venendo ridotto ad insegnare in un istituto per adulti. Il film si conclude con i ragazzi che si mettono a giocare a schizzarsi addosso l'acqua.

## Personaggi
- Andrea Arru è Pino: è un ragazzino che non ha mai avuto contatti con la realtà esterna e più tardi si unisce agli Snerd.
- Giorgia Würth è Elisa: madre di Pino, felice che il figlio finalmente si sia fatto degli amici.
- David Paryla è Giorgio: è il padre di Pino, ha in precedenza lavorato col padre di Mavi.
- Loretta Goggi è Helena: è la madre di Elisa e nonna di Pino, preoccupata per la salute del nipote, vuole mandarlo in Svezia per curare la sua forma rara di emofilia.
- Rosa Barbolini è Mavi: leader degli Snerd, accetta l'entrata di Pino nel gruppo.
- Massimo De Lorenzo è Fidenzio: è il professore privato di Pino, prima che la madre gli conceda di andare alla scuola pubblica.
- Giorgio Colangeli è Dottor Emo: il dottore di Pino.
- Pascal Ulli è il padre di Mavi, impedisce a volte che la figlia esca con la banda.
- Mia Polemari è Mei Ming: una bambina di origini cinesi molto intelligente facente parte degli Snerd e molto appassionata di fumetti e film anni '80.
- Gabriel Mannozzi De Cristofaro è Domenico: rapper della banda degli Snerd. Domenico è caratterizzato dalle sue rime da rapper, che utilizza spesso, e dalle battute pungenti verso Ciccio.
- Stefano Trapuzzano è Ciccio: membro degli Snerd che ama mangiare.
- Luca Cagnetta è Gianni: bullo che infastidisce la compagnia di Pino.
- Stefano Di Via è uno dei compari di Gianni: è lui che, tendendo una trappola a Mavi, costringe Pino ad uscire di casa ed è sempre lui che fornisce agli Snerd l’informazione fondamentale per il ritrovamento del ragazzino scomparso. Di Via aveva inizialmente fatto l'audizione per il ruolo di Domenico, ma gli addetti al casting hanno voluto comunque tenerlo nel cast dandogli questo ruolo.
- Emanuele De Paolis è l'altro compare di Gianni: ignorante e stupido come il personaggio di Di Via, è molto violento.

## Produzione
Dopo aver letto il libro a fine 2014, Samuele Rossi ha deciso di farne un adattamento cinematografico. Samuele Rossi ha affermato di essersi ispirato ai grandi film per bambini della sua infanzia di Spielberg e Zemeckis.
Gli attori adulti sono stati scelti direttamente da regista e produttori, mentre per quanto riguarda i ragazzi nell'inverno 2018-19 sono stati effettuati i primi provini via video, i selezionati sono stati chiamati alle audizioni dal vivo nella primavera a Prato (Toscana).

### Riprese
Le riprese del film sono cominciate il 14 ottobre 2019 e si sono concluse ad inizio dicembre dello stesso anno.

## Colonna sonora
Per la colonna sonora il compositore Giuseppe Cassaro è stato ispirato dal lockdown di primavera 2020 a cui come il resto degli italiani è stato costretto, esplorando i temi della solitudine, dell'isolamento, della paura e infine della speranza. L'intera registrazione è stata fatta durante il medesimo lockdown.

## Promozione
Durante il Giffoni Film Festival, che si è tenuto tra il 18-29 agosto e il 26-30 dicembre 2020, è stato presentato il film.

## Distribuzione
Il film è stato reso disponibile on-line a partire dal 1º febbraio 2021 sulle seguenti piattaforme on demand: Sky Primafila, Google Play, Infinity, Apple TV, Chili, Rakuten TV, The Film Club e IorestoinSALA.

## Accoglienza

### Critica
Il film ha generalmente ricevuto recensioni positive dalla critica cinematografica. L'aggregatore di recensioni MYmovies riporta un voto medio di 2,44 su 5, mentre il sito Movieplayer attribuisce al film un punteggio di 2,6 su 5.

## Riconoscimenti
- 2020 - Tallinn Black Nights Film Festival
  - Premio ECFA
- 2020 - Giffoni Film Festival
  - Candidatura ad Elements +10 Lungometraggi
- 2021 - Nastri d'argento
  - Candidatura migliore attrice in un film commedia a Loretta Goggi